# Natalina cafra
Natalina cafra ist eine räuberisch lebende Schnecke aus der Familie Rhytididae in der Unterordnung der Landlungenschnecken (Stylommatophora), die in Südafrika verbreitet ist und für den Menschen als Fressfeind unerwünschter pflanzenfressender Schnecken Bedeutung hat.

## Merkmale
Das eng genabelte, kugelig niedergedrückte, rippenstreifige, recht dünne und zerbrechliche, große bis sehr große Schneckenhaus von Natalina cafra ist grünlich gefärbt und hat unregelmäßige olivenfarbige Striemen. Das oben stumpfe Gewinde hebt sich als kurzer Kegel ab. Bei der erwachsenen Schnecke hat das Gehäuse fünf mäßig gewölbte Windungen, von denen die letzte nach vorn verbreitert und leicht niedergedrückt ist. Die etwas schiefe, weite und ovale Gehäusemündung hat einen mäßigen Ausschnitt. Der scharfe, gerade Mündungssaum, dessen Ränder durch eine dünne Schwiele verbunden sind, wird vom Periostracum etwas überragt. Der Rand der Spindel ist breit umgebogen und verdeckt teilweise den Nabel. Das Haus wird 73 mm breit und 50 mm hoch, die Öffnung 49 mm breit, 45 mm lang und 39 mm hoch. Der Gehäusedurchmesser bei sehr großen Exemplaren betrug bis zu 75,7 mm, doch liegt er selten bei über 65 mm. Der Protoconch hat typischerweise einen Durchmesser von 7 bis 8 mm.
Auf Grund seiner im Vergleich zum Periostracum nur sehr dünnen Kalkschicht zerfällt das Schneckenhaus – ähnlich wie bei anderen Rhytididae – nach dem Tod der Schnecke, wenn es zu trockener Luft ausgesetzt ist.
Die Schnecke ist an Kopf und Fuß grau oder gräulich braun bis dunkel orangebraun, am Rücken dunkler und meist auch beiderseits mit je einem blasseren Streifen, der von der Basis des jeweiligen Augenfühlers nach hinten verläuft. Die Fühler und die wohl entwickelten Labialpalpen sind dunkler graubraun. Die Hautoberfläche ist fein gekörnt. Der hintere Teil des Fußes ist flach und dreieckig, die Schwanzspitze eher spitz zulaufend. Der Mantelrand ist oft orange bis orangebraun. Der Epiphallos hat eine wohl entwickelte Bulla an der Außenwand neben seiner Mündung in den Vas deferens.
Die Zahnformel der Radula von Natalina cafra lautet 1+5+(20–30) bei insgesamt vier untersuchten bis zu 53 mm langen Radulae mit bis zu 57 Zahnquerreihen. Ein Jungtier mit einem Gehäusedurchmesser von 12,5 mm hatte eine 12 mm lange Radula mit 47 Zahnreihen und einer Zahnformel von 1+5+10. Längere Radulae älterer Tiere sind bis zu 58 mm lang mit 80 Zahnquerreihen. Die äußersten Lateralzähne sind sehr groß, sämtliche Marginalzähne jedoch verkümmert, während es zwischen den Lateralzähnen und Marginalzähnen keine mittelgroßen Zähne gibt.
Die Radulazähne sind scharf genug, um nicht nur erbeutete Schnecken und Regenwürmer zu zerteilen. Der südafrikanische Malakologe Markus Lussi berichtet, dass ihm eine Schnecke, die er vom Rasen aufhob, in einer blitzschnellen Bewegung mit ihrer Radula eine 5 mm lange blutende Wunde am Daumen zufügte. Die Muskulatur im Mundbereich ist sehr kräftig, so dass eine große Weinbergschnecke in wenigen Tagen ganz aufgefressen wird.

## Verbreitung und Vorkommen
Natalina cafra ist in den südafrikanischen Provinzen KwaZulu-Natal und East Cape verbreitet. Sie verträgt auch relativ trockene Umgebungen und tritt in verschiedenen Vegetationstypen des Buschlands von Albany auf, darunter im Fynbos an der Küste, Strandveld, grasreicher Fynbos der Berge, Bontveld, Thornveld, verschiedene Typen von Dickicht, Küstenwald und Vorstadtgärten. Sie lebt in Laubstreu unter Sträuchern und Buschvegetation, unter Felsen, gefallenen Aloe-Pflanzen oder dichten Grasbüscheln. Sie kommt hier gemein vor, doch in geringer Dichte und am häufigsten auf Kalkstein wie etwa in Grassridge nördlich von Port Elizabeth in der Alexandria-Formation.

## Lebenszyklus
Wie andere Lungenschnecken ist auch Natalina cafra ein Zwitter, bei dem sich während der Paarung die Partner ihr Sperma austauschen. Der Geschlechtsverkehr einschließlich Vorspiel dauert mit weniger als einer Stunde nur kurz. Ein Sexualpartner kriecht auf das Haus des anderen und streichelt mit seinem Mund den Hals des anderen, der ihm den Kopf entgegenstreckt. Die Rollen können nach einem kurzen Sexualakt von kaum 10 Minuten getauscht werden. Da sich Natalina cafra nicht wie beispielsweise Weinbergschnecken und die meisten anderen Lungenschnecken von Fußsohle zu Fußsohle paart, wird eine nur einseitige Begattung und Befruchtung mit männlicher und weiblicher Rolle als Regelfall vermutet, doch ist grundsätzlich auch in der Sexstellung auf dem Gehäuse eine gegenseitige Penetration der Penisse in die Vagina des Partners möglich.
Im Idealfall legen beide Partner bald nach der Paarung ihre Eier, die eine weißliche, weiche Schale mit dicht gepackten winzigen Kalkkristallen in einer flexiblen Matrix haben und etwa 10 bis 16 mm lang und 8 bis 12 mm breit werden. Beim Schlüpfen der Jungschnecken ist neben dem Protoconch des Schneckenhauses bereits ein viertel Umgang des Teleoconchs ausgebildet.

## Ernährung
Die Raubschnecke Natalina cafra bevorzugt wie andere Arten der Gattung insbesondere andere gehäusetragende Schnecken als Beute und frisst daneben auch Nacktschnecken und Regenwürmer. Das Opfer wird mit der Radula ergriffen und entweder als Ganzes in den Mund geführt oder im Falle größerer Beute mit Gehäuse zunächst mithilfe der scharfen Radulazähne zerschnitten und häppchenweise aufgenommen, um dann im Vorderdarm zerraspelt zu werden. Zu den bevorzugt gefressenen Schnecken gehören Achatina immaculata, Cornu aspersum und die Nacktschnecke Elisolimax flavescens.
Natalina cafra kann ein leergefressenes Schneckenhaus bis zu 3 Tage auf dem hinteren Teil ihres Fußes mit sich schleppen, um den Kalk daraus zu extrahieren.
Auf Grund ihrer Vorliebe für Schnecken als Beute werden die Natalina-Raubschnecken in Südafrika umgangssprachlich als cannibal snails („Kannibalenschnecken“) und Natalina cafra als common cannibal snail („Gemeine Kannibalenschnecke“) bezeichnet.

## Systematik
Natalina cafra wurde 1821 von André Étienne d’Audebert de Férussac als Helix (Helicophanta) cafra erstbeschrieben.